# Église orthodoxe des Saints-Pierre-et-Paul (Karlovy Vary)
Pour les articles homonymes, voir Église Saints-Pierre-et-Paul.
L'église des Saints Pierre et Paul de Karlovy Vary (en russe : Це́рковь Святы́х первоверхо́вных апо́столов Петра́ и Па́вла) est une église orthodoxe russe située à Karlovy Vary, en République tchèque. C'est la plus grande et la plus importante église orthodoxe du pays.

## Histoire
L'église actuelle a été conçue en 1893, par l'architecte local Gustav Wiedermann, en remplacement de la chapelle orthodoxe de qualité inférieure, située dans la rue Mariánskolázeňská. Elle a été financée par la noblesse et les entrepreneurs russes et serbes locaux, et l'église de la Sainte-Trinité d'Ostankino à Moscou a servi de modèle. L'église fut consacrée le 9 juin 1897 au nom des saints apôtres Pierre et Paul.
En 2016, l'église a subi d'importantes rénovations d'un montant de près de 3,2 millions de dollars.

## Source de traduction
- (en) Cet article est partiellement ou en totalité issu de l’article de Wikipédia en anglais intitulé « Saint Peter and Paul Cathedral, Karlovy Vary » (voir la liste des auteurs).